# Circondario di Feltre
Il circondario di Feltre era uno dei circondari in cui era suddivisa la provincia di Belluno.

## Storia
Il circondario di Feltre fu istituito nel 1912, succedendo all'omonimo distretto.
Venne soppresso nel 1926 e il territorio assegnato al circondario di Belluno.

## Suddivisione
Il circondario di Feltre comprendeva i comuni di Feltre, Alano di Piave, Arsiè, Cesio Maggiore, Fonzaso, Lamon, Lentiai, Pedavena, Quero, San Gregorio nelle Alpi, Santa Giustina Bellunese, Seren del Grappa, Sovramonte e Vas.